# Вице-премьер-министр Израиля
Вице-премьер-министр (ивр. משנה לראש הממשלה‎) — государственная должность в правительстве Израиля. Эта должность не определена в основных законах Государства Израиль и не имеет реального законодательного значения.
На сегодняшний день эту должность занимали в истории Израиля пять человек. Двое из них также занимали должности министров, ответственных за развитие Негева и Галилеи (Шимон Перес, Сильван Шалом), а двое других занимали политические должности (Хаим Рамон, Моше Яалон). Впервые эту должность занял Шимон Перес во время пребывания на посту министра в 30-м правительстве ( 10 января — 23 ноября 2005 года).
Сегодня вице-премьер-министром является Арье Дери.

## История
Когда в начале 2005 года партия Авода вошла во второе правительство Ариэля Шарона, члены партии потребовали портфель высокопоставленных лиц, но их требование не было удовлетворено. Перес потребовал назначить его исполняющим обязанности премьер-министра, но утвержденный в этой должности Эхуд Ольмерт отказался выходить в отставку. В отчаянии члены партии Авода попросили изменить «Основной закон: правительство» и предусмотреть, чтобы у Ариэля Шарона был второй заместитель. Узнав, что их предложение не наберет большинства, депутат Кнессета Хаим Рамон предложил компромиссное предложение, согласно которому Перес будет назначен вице-премьер-министром. Полномочия Переса были определены в коалиционном соглашении, но формально вице-премьер-министр является полноправным министром и не более того.
Перес также занимал пост вице-премьер-министра в 31-м правительстве во главе с Эхудом Ольмертом со дня его создания, 4 мая 2006 года, до дня своего избрания девятым президентом Государства Израиль, 13 июня 2007 года. 4 июля 2007 года Хаим Рамон был назначен вице-премьер-министром и занимал этот пост до конца срока полномочий правительства.
В 32-м правительстве, возглавляемом Биньямином Нетаньяху, должность была дана трем министрам одновременно — Моше Яалону, Сильвану Шалому и Шаулю Мофазу . Шалому было поручено развитие Негева и Галилеи, как и тому, кто носил титул вице-премьера — Шимону Пересу, Яалону было доверен портфель по стратегическим вопросам и другим политическим вопросам, а Мофаз (кто был добавлен в правительство в мае 2012 года) был назначен «министром в канцелярии премьер-министра» и созывал заседания правительства во время зарубежных поездок премьер-министра Нетаньяху. В 34-м правительстве Израиля на эту должность был назначен министр внутренних дел Сильван Шалом.
27 декабря 2015 года Сильван Шалом ушел из политической жизни, с тех пор и до 2022 года на эту должность не назначался ни один член Кнессета или министр.
29 декабря 2022 года на должность был назначен председатель партии ШАС Арье Дери.

## Министры, занимавшие пост вице-премьер-министра
| Изображение      | Имя (годы жизни)        | Премьер-министр    | Партия                                   | Партия           | Начало срока         | конец срока                           | Государственный номер                  |
| ---------------- | ----------------------- | ------------------ | ---------------------------------------- | ---------------- | -------------------- | ------------------------------------- | -------------------------------------- |
|                  | Шимон Перес (1923-2016) | Ариэль Шарон       |                                          | Авода            | 10 января 2005 года  | 23 ноября 2005 года                   | Тридцатое правительство Израиля        |
| Эхуд Ольмерт     | Шимон Перес (1923-2016) |                    | Кадима                                   | 4 мая 2006       | 13 июня 2007         | Тридцать первое правительство Израиля |                                        |
| Эхуд Ольмерт     |                         | Хаим Рамон (1950-) | Кадима                                   | 4 июля 2007 года | 31 марта 2009 года   | Тридцать первое правительство Израиля |                                        |
|                  | Шауль Мофаз (1948-)     | Биньямин Нетаньяху | Кадима                                   | 9 мая 2012 года  | 19 июля 2012 года    | Тридцать второе правительство Израиля |                                        |
|                  | Моше Яалон (1950-)      | Биньямин Нетаньяху |                                          | Ликуд            | 31 марта 2009 года   | Тридцать второе правительство Израиля | 18 марта 2013 года                     |
|                  | Сильван Шалом (1958-)   | Биньямин Нетаньяху |                                          | Ликуд            | 31 марта 2009 года   | Тридцать второе правительство Израиля | 18 марта 2013 года                     |
| 14 мая 2015 года | 27 декабря 2015 года    | Биньямин Нетаньяху | Тридцать четвертое правительство Израиля | Ликуд            |                      |                                       |                                        |
|                  | Арье Дери (1959-)       | Биньямин Нетаньяху |                                          | ШАС              | 29 декабря 2022 года | н.в.                                  | Тридцать седьмое правительство Израиля |